# Pellenes beani
Pellenes beani är en spindelart som beskrevs av Peckham, Peckham 1903. Pellenes beani ingår i släktet Pellenes och familjen hoppspindlar. Inga underarter finns listade i Catalogue of Life.